# Józef Burek
Józef Burek (ur. 4 stycznia 1913 w Chropaczowie, zm. 20 kwietnia 1987 w Radzionkowie) – działacz społeczny, nauczyciel.

## Życiorys
Jego ojciec był górnikiem, matka zmarła, gdy miał 6 lat. W latach 1919–1927 uczęszczał do szkoły powszechnej, a następnie od 1927 do 1932 do Państwowego Seminarium w Mysłowicach, gdzie uzyskał świadectwo dojrzałości i dyplom nauczyciela szkół powszechnych. Od roku 1932 do wybuchu II wojny światowej był zatrudniony w szkołach powszechnych w Opatowicach i Mikołesce w powiecie tarnogórskim. Podczas okupacji pracował przymusowo w Krupskim Młynie w fabryce materiałów wybuchowych oraz w fabryce benzyny syntetycznej w Zdzieszowicach w charakterze robotnika. 
Po zakończeniu działań wojennych w 1945 zgłosił się ponownie do pracy nauczycielskiej w szkole podstawowej w Mikołesce. Zamieszkanie z rodziną w Domu Nauczyciela w Radzionkowie związało go z placówkami oświatowymi tego miasta. Pracował w pełnym wymiarze na przełomie lat 40. i 50. w Szkole Podstawowej nr 2 i Liceum Ogólnokształcącym. Po ukończeniu rocznego Studium Państwowego Kursu Nauczycielskiego został przyjęty do pracy w Liceum Pedagogicznym w Chorzowie, a następnie złożył komisyjny egzamin w Wyższej Szkole Pedagogicznej w Łodzi, uzyskując dyplom nauczyciela szkół średnich i zakładów kształcenia nauczycieli w zakresie chemii. W 1967 na skutek likwidacji Liceum Pedagogicznego został przeniesiony do Zespołu Szkół Zawodowych nr 1 w Tarnowskich Górach. Jako nauczyciel chemii pracował w nim aż do przejścia na emeryturę w 1973. 
Zasłużył się dla społeczności radzionkowskiej jako działacz społeczno-samorządowy. Przez wiele lat związany był z ruchem spółdzielczym (komitety członkowskie, komitety dzielnicowe, Rada Nadzorcza PSS „Społem”) oraz Samorządem Mieszkańców nr 17 i Klubem Seniora. Za wyróżniającą pracę zawodową i społeczną otrzymał liczne odznaczenia i nagrody, w tym Ministerstwa Oświaty i Wychowania za wybitne osiągnięcia w pracy dydaktycznej i wychowawczej.
Józef Burek zmarł 20 kwietnia 1987 roku, jego grób znajduje się na cmentarzu radzionkowskim.

## Ordery i odznaczenia
- Krzyż Kawalerski Orderu Odrodzenia Polski
- Złoty Krzyż Zasługi
- Srebrny Krzyż Zasługi (18 stycznia 1946)[2]
- Złota Odznaka ZNP
- Złota Odznaka „Zasłużonemu w Rozwoju Województwa Katowickiego”
- Odznaka „Zasłużony Działacz Ruchu Spółdzielczego”